# 茨城県道・千葉県道・埼玉県道26号境杉戸線
茨城県道・千葉県道・埼玉県道26号境杉戸線（いばらきけんどう・ちばけんどう・さいたまけんどう26ごう さかいすぎとせん）は、茨城県猿島郡境町から埼玉県北葛飾郡杉戸町へ至る県道（主要地方道）である。

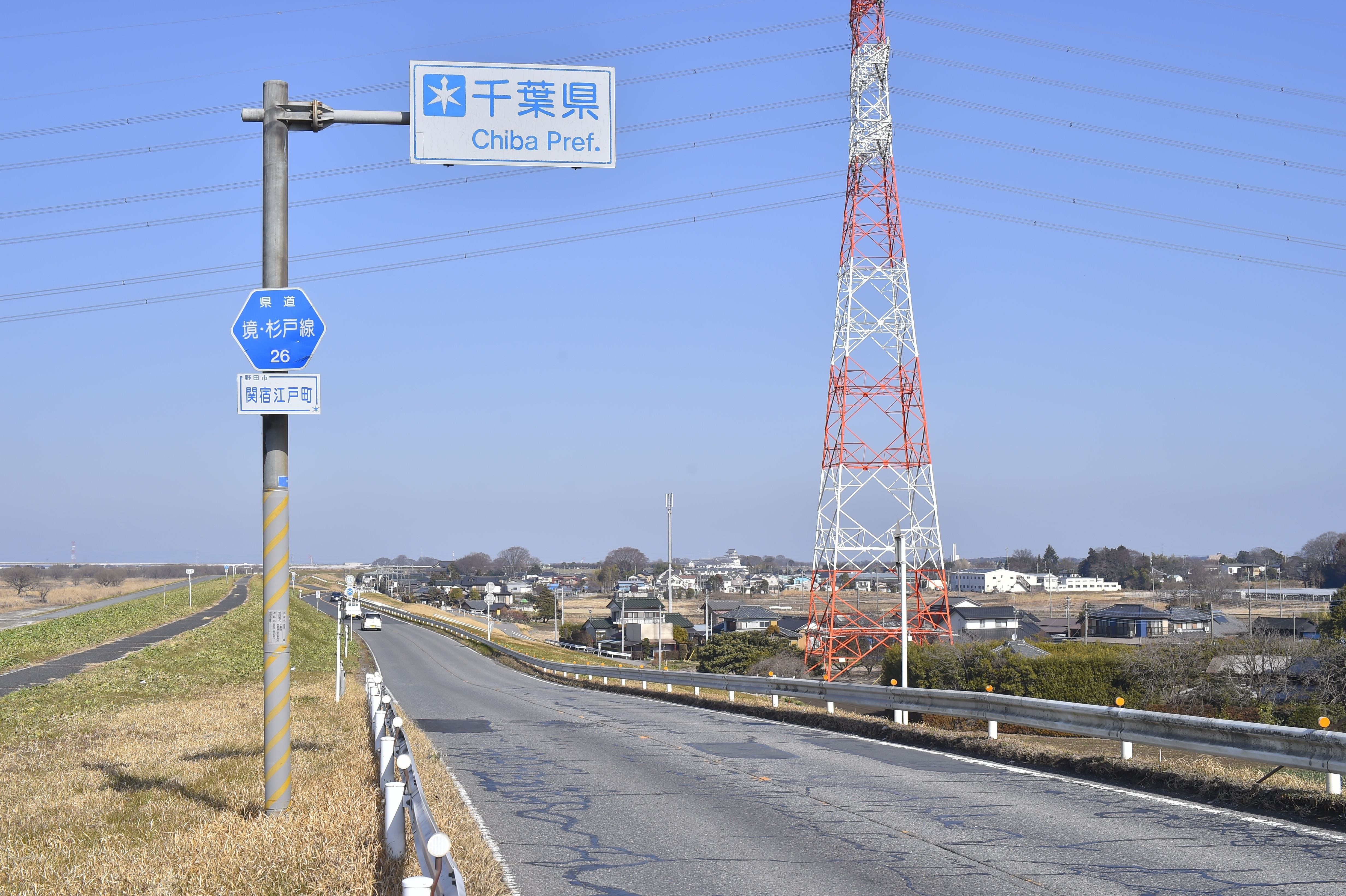
千葉県道26号境杉戸線
野田市関宿江戸町（2023年2月）

## 概要
茨城県猿島郡境町から埼玉県北葛飾郡杉戸町の国道4号へ至る。茨城県内は全区間茨城県道17号結城野田線との重複区間で、利根川を渡った先の千葉県野田市から単独区間が始まる千葉県の西北端部を東西に貫く道路で、短距離に利根川（境大橋）、江戸川（関宿橋）をまたぐ。一部、脇に逸れる区間があるが、朝日自動車の東武動物公園駅 - 境車庫のバス路線を通す。

### 路線データ
- 総延長：*.* km（茨城県区間：1.554 km[1]、千葉県区間：*.* km、埼玉県区間：*.* km）
- 重用延長：*.* km（茨城県区間：1.554 km[1]、千葉県区間：*.* km、埼玉県区間 *.* km）
- 未供用延長：なし（茨城県区間：0.0 km[1]、千葉県区間：*.* km、埼玉県区間：*.* km）
- 実延長：*.* km（茨城県区間：0.0 km[1]、千葉県区間：*.* km、埼玉県区間：*.* km）
- 自動車交通不能区間延長[注釈 1]：なし（茨城県区間：0.0 km[1]、千葉県区間：*.* km、埼玉県区間*.* km）

## 歴史
1954年（昭和29年）1月に建設省（当時）で主要地方道を指定する告示が出されたのを受け、1954年（昭和29年）9月1日、茨城県では道路法（昭和27年6月10日法律第180号）第7条の規定に基き主要地方道を一次認定した23路線の内の一つで、起点を猿島郡境町、県内の終点を県界 同郡同町とする路線が県道境杉戸線である。

### 年表
- 1954年（昭和29年）
  - 1月20日：建設省（現・国土交通省）が主要地方道に路線指定。
  - 9月1日：茨城県区間が県道境杉戸線（整理番号23）として路線認定[2]。
- 1955年（昭和30年）
  - 3月4日 - 千葉県が路線認定（整理番号5）[要出典]。
  - - 埼玉県が路線認定（整理番号28）[要出典]。
- 1960年（昭和35年）12月14日：茨城県区間（猿島郡境町下仲町 - 猿島郡境町本船町県界）が供用開始される[3]。
- 1993年（平成5年）5月11日 - 建設省から、県道境杉戸線が境杉戸線として主要地方道に再指定される[4]。
- 1994年（平成6年） 4月1日 - 埼玉県が整理番号を28から26へ変更[要出典]。
- 1995年（平成7年）3月30日 - 茨城県で23、千葉県で5だった整理番号が26へ統一される[要出典]。
- 2024年（令和6年）11月15日 - バイパス（千葉県野田市関宿台町 - 関宿元町、0.8 km）が開通する[5]。

## 路線状況

### 重複区間
- 茨城県道・千葉県道17号結城野田線（茨城県猿島郡境町 - 千葉県野田市関宿台町）
- 埼玉県道383号惣新田幸手線（幸手市平野 地内）

### 道路施設

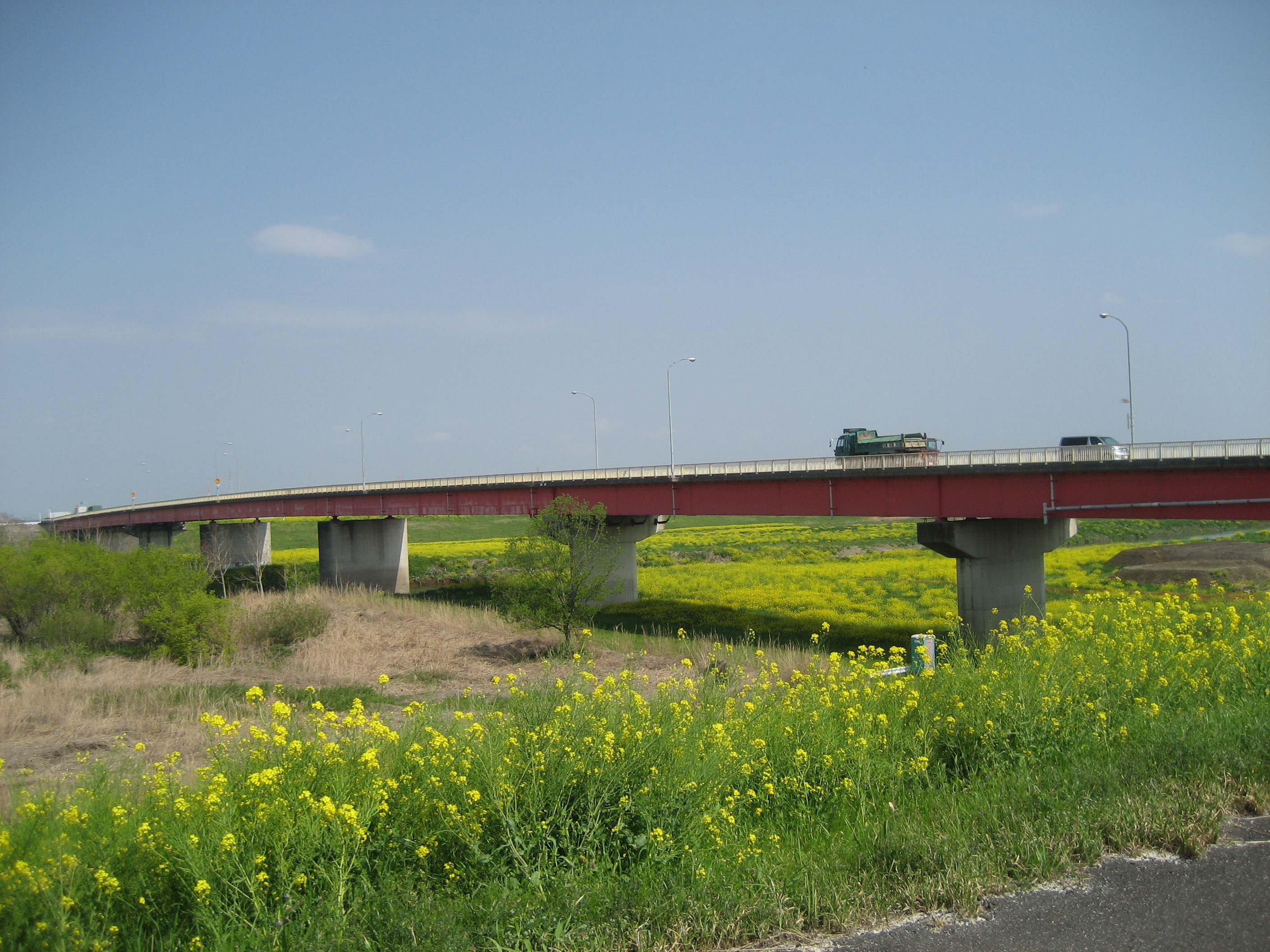
江戸川に架かる関宿橋

- 境大橋（利根川、茨城県猿島郡境町 - 千葉県野田市）：
- 関宿橋（江戸川、千葉県野田市 - 埼玉県幸手市）

## 地理

### 通過する自治体
- 茨城県
  - 猿島郡境町
- 千葉県
  - 野田市
- 埼玉県
  - 幸手市
  - 北葛飾郡杉戸町

### 交差する道路
- 茨城県

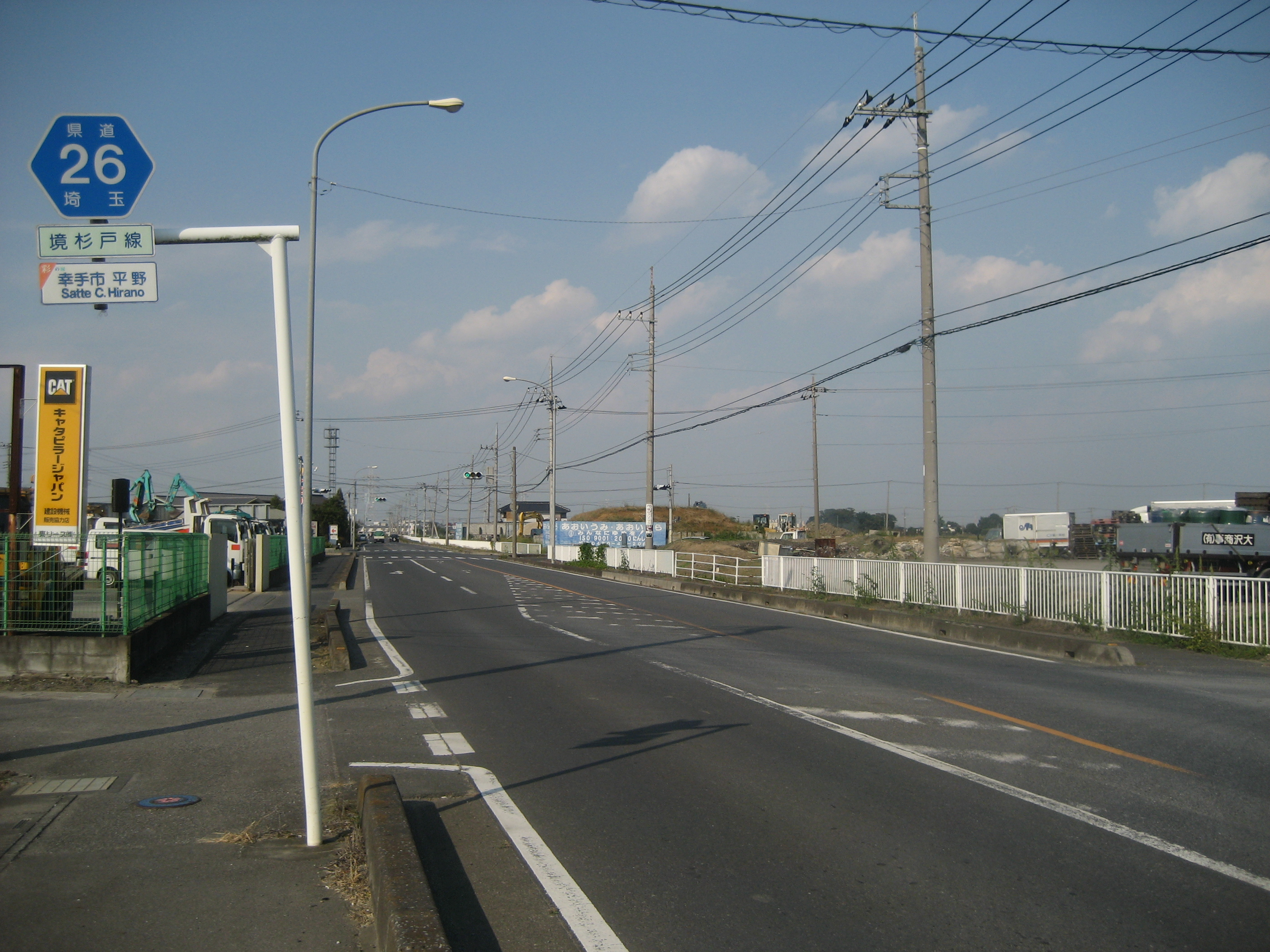
幸手市平野付近

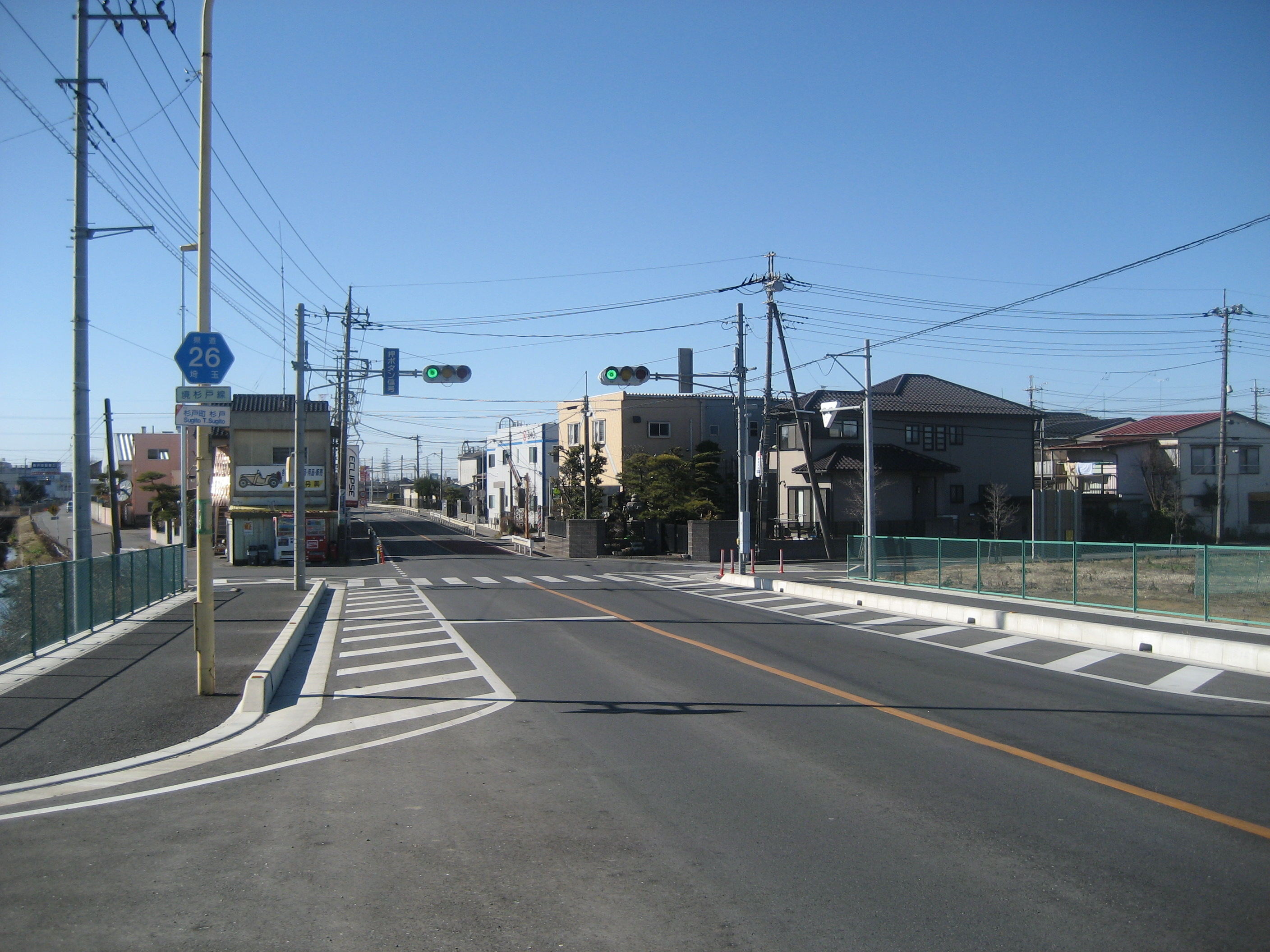
杉戸町内

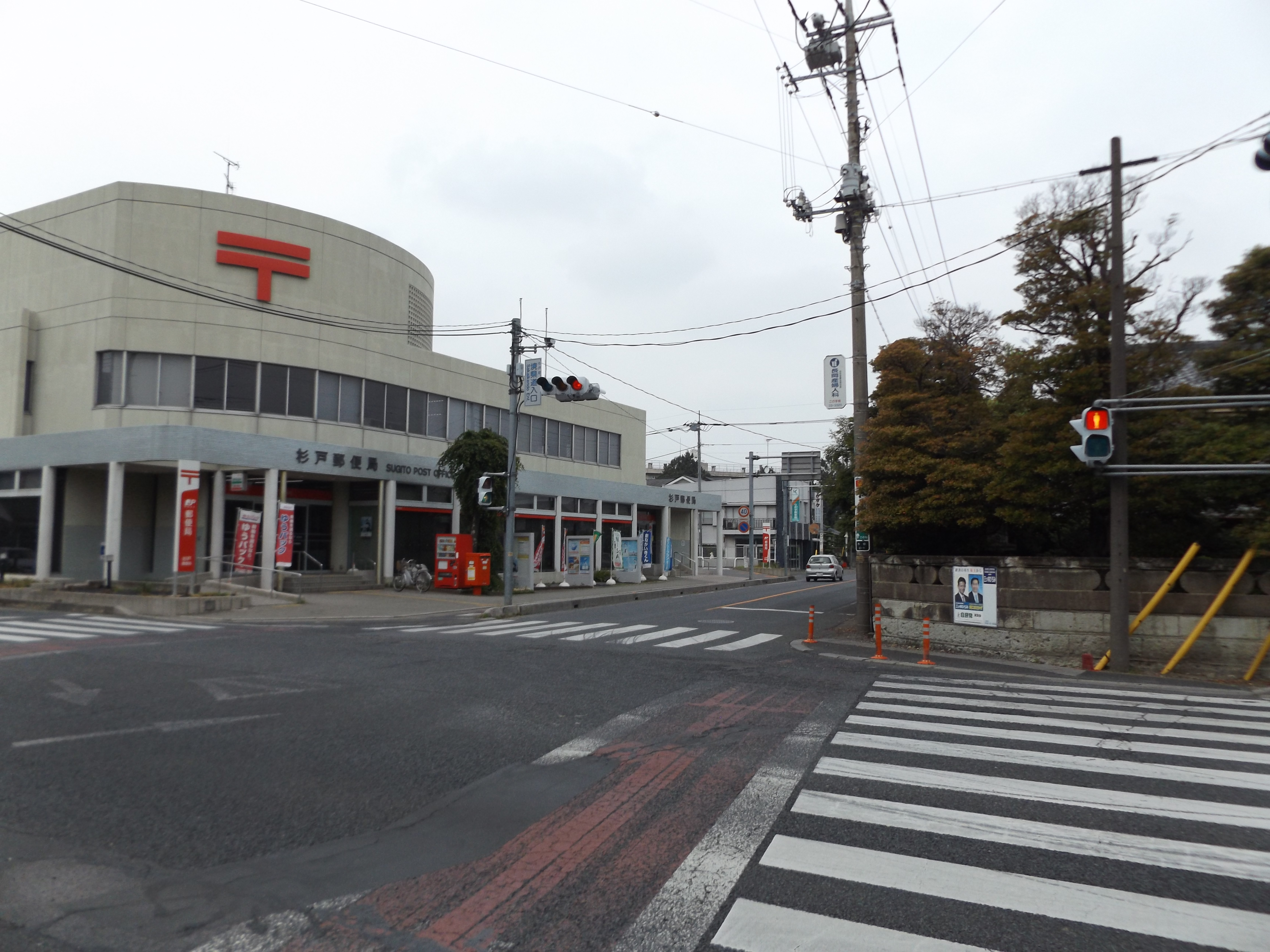
終点・境県道入口交差点

  - 茨城県道17号結城野田線上・茨城県道137号若境線（猿島郡境町住吉町・住吉町交差点、起点）
  - 国道354号（猿島郡境町・道の駅さかい入口交差点）
- 千葉県
  - 千葉県道17号結城野田線（野田市関宿台町・関宿台町交差点）
  - 千葉県道401号松戸野田関宿自転車道線（野田市関宿江戸町・関宿橋左岸）
- 埼玉県
  - 埼玉県道156号三郷幸手自転車道線（幸手市中島・関宿橋右岸）
  - 埼玉県道42号松伏春日部関宿線（幸手市惣新田・関宿橋交差点）
  - 新4号国道（幸手市惣新田・菱沼交差点）
  - 埼玉県道371号下吉羽幸手線（幸手市下吉羽・下吉羽交差点）
  - 埼玉県道383号惣新田幸手線（幸手市平野）
  - 埼玉県道383号惣新田幸手線（幸手市平野）
  - 埼玉県道318号並塚幸手線（幸手市戸島・戸島交差点）
  - 国道4号・埼玉県道408号東武動物公園停車場線（北葛飾郡杉戸町内田・境県道入口交差点、終点）

### 沿線にある施設など
千葉県
野田市
- 千葉県立関宿城博物館（脇道を200 - 300メートルほど入る）
- 鈴木貫太郎記念館
- 野田市立関宿中学校

埼玉県
幸手市
- ひばりが丘工業団地
- 幸手市営釣場（神扇池）
- 幸手市立八代小学校

杉戸町
- 杉戸町立杉戸小学校
- 杉戸町立杉戸中学校
- 杉戸郵便局